# Samoana cramptoni
Samoana cramptoni é uma espécie de gastrópode da família Partulidae.
É endémica de Tonga.